# The Rugby Championship 2017
The Rugby Championship 2017 war die sechste Ausgabe des jährlich stattfindenden Rugby-Union-Turniers The Rugby Championship, Nachfolger des seit 1996 bestehenden Wettbewerbs Tri Nations. An sechs Wochenenden zwischen dem 19. August und dem 7. Oktober 2017 wurde der Turniersieger in zwölf Spielen ermittelt. Jede der vier Nationalmannschaften spielte in einem Heim- und einem Auswärtsspiel gegen die jeweils anderen drei Teams. Neuseeland konnte den Titel erfolgreich verteidigen. Damit verteidigte man auch den Bledisloe Cup und den Freedom Cup, während sich Australien die Mandela Challenge Plate und die Puma Trophy sicherte.

## Tabelle
|    | Land        | Spiele | Siege | Unent. | Ndlg. | Spiel- punkte | Diff. | Bonus- punkte | Tabellen- punkte |
| -- | ----------- | ------ | ----- | ------ | ----- | ------------- | ----- | ------------- | ---------------- |
| 1. | Neuseeland  | 6      | 6     | 0      | 0     | 246:119       | + 127 | 4             | 28               |
| 2. | Australien  | 6      | 2     | 2      | 2     | 195:179       | + 16  | 3             | 15               |
| 3. | Südafrika   | 6      | 2     | 2      | 2     | 152:170       | − 18  | 2             | 14               |
| 4. | Argentinien | 6      | 0     | 0      | 6     | 110:235       | − 125 | 0             | 0                |

## Spiele und Ergebnisse

### Erste Runde
| 19. August 2017 20:00 AEST | Australien | 34 : 54        | Neuseeland | ANZ Stadium, Sydney Zuschauer: 54.846 Schiedsrichter: Wayne Barnes (England) |
| 19. August 2017 20:00 AEST | Versuche: Rona 51. erh. Kuridrani 54. erh. Beale 60. erh. Folau 68. erh. Erhöhungen: Foley (4/4) Straftritte: Foley (2/2) 4., 15. | (40:6) Bericht | Versuche: Squire 9. erh. Ioane (2) 17. n.erh., 20. erh. Crotty (2) 24. erh., 40. erh. Williams 33. erh. McKenzie 42. erh. B. Smith 47. erh. Erhöhungen: B. Barrett (7/8) | ANZ Stadium, Sydney Zuschauer: 54.846 Schiedsrichter: Wayne Barnes (England) |

| 19. August 2017 17:05 SAST | Südafrika | 37 : 15        | Argentinien                                                                                               | Nelson-Mandela-Bay-Stadion, Port Elizabeth Zuschauer: 42.513 Schiedsrichter: Romain Poite (Frankreich) |
| 19. August 2017 17:05 SAST | Versuche: Skosan 36. erh. Rhule 51. erh. Kolisi 65. erh. Du Toit 71. erh. Erhöhungen: Jantjies (4/4) Straftritte: Jantjies (3/3) 11., 19., 48. | (23:8) Bericht | Versuche: Landajo 31. n.erh. Boffelli 58. erh. Erhöhungen: Hernández (1/1) Straftritte: Sánchez (1/2) 44. | Nelson-Mandela-Bay-Stadion, Port Elizabeth Zuschauer: 42.513 Schiedsrichter: Romain Poite (Frankreich) |

### Zweite Runde
| 26. August 2017 19:35 NZST | Neuseeland | 35 : 29         | Australien | Forsyth Barr Stadium, Dunedin Zuschauer: 27.085 Schiedsrichter: Wayne Barnes (England) |
| 26. August 2017 19:35 NZST | Versuche: Ioane 21. erh. A. Smith 40. erh. B. Barrett (2) 60., 77. B. Smith 70. erh. Erhöhungen: B. Barrett (5/5) | (14:17) Bericht | Versuche: Folau 1. n.erh. Hooper 10. erh. Foley 14. n.erh. Genia 66. n.erh. Beale 76. erh. Erhöhungen: Foley (2/5) | Forsyth Barr Stadium, Dunedin Zuschauer: 27.085 Schiedsrichter: Wayne Barnes (England) |

| 26. August 2017 16:30 AST | Argentinien | 33 : 41         | Südafrika | Estadio Padre Ernesto Martearena, Salta Zuschauer: 17.435 Schiedsrichter: Pascal Gaüzère (Frankreich) |
| 26. August 2017 16:30 AST | Versuche: Moyana 27. erh. Orlando 59. erh. Erhöhungen: Hernández (1/1) Sánchez (1/1) Straftritte: Boffelli (2/2) 3., 60. Hernández (1/1) 43. | (10:17) Bericht | Versuche: Kolisi (2) 19. erh., 48. erh. Jantjies 38. erh. Strafversuch 56. erh. du Preez 78. erh. Erhöhungen: Jantjies (4/4) Straftritte: Jantjies (2/4) 27., 71. | Estadio Padre Ernesto Martearena, Salta Zuschauer: 17.435 Schiedsrichter: Pascal Gaüzère (Frankreich) |

### Dritte Runde
| 9. September 2017 19:35 NZST | Neuseeland | 39 : 22         | Argentinien | Yarrow Stadium, New Plymouth Zuschauer: 22.118 Schiedsrichter: Angus Gardner (Australien) |
| 9. September 2017 19:35 NZST | Versuche: Milner-Skudder 7. n.erh. Lienert-Brown 17. n.erh. Dagg 36. n.erh. Fifita 50. erh. McKenzie 62. erh. B. Barrett 77. erh. Erhöhungen: Sopoaga (3/3) Straftritte: Sopoaga (1/2) 69. | (15:16) Bericht | Versuche: Sánchez 40. erh. Erhöhungen: Sánchez (1/1) Straftritte: Sánchez (2/3) 13., 49. Boffelli (2/2) 24., 42. Dropgoals: Sánchez (1/1) 28. | Yarrow Stadium, New Plymouth Zuschauer: 22.118 Schiedsrichter: Angus Gardner (Australien) |

| 9. September 2017 18:00 AWST | Australien | 23 : 23         | Südafrika                                                                                                  | nib Stadium, Perth Zuschauer: 17.528 Schiedsrichter: Glen Jackson (Neuseeland) |
| 9. September 2017 18:00 AWST | Versuche: Beale 26. erh. Polota-Nau 46. erh. Erhöhungen: Foley (2/2) 28., 47. Straftritte: Foley (3/3) 7., 40., 69. | (16:16) Bericht | Versuche: Kriel 24. erh. Marx 58. erh. Erhöhungen: Jantjies (2/2) Straftritte: Jantjies (3/3) 3., 53., 67. | nib Stadium, Perth Zuschauer: 17.528 Schiedsrichter: Glen Jackson (Neuseeland) |

### Vierte Runde
| 16. September 2017 19:35 NZST | Neuseeland | 57 : 0         | Südafrika | QBE Stadium, Albany Zuschauer: 30.021 Schiedsrichter: Nigel Owens (Wales) |
| 16. September 2017 19:35 NZST | Versuche: Ioane 17. erh. Milner-Skudder (2) 21. erh., 53. n.erh. S. Barrett 33. erh. Retallick 37. erh. Tu’ungafasi 64. erh. Sopoaga 72. erh. Taylor 79. erh. Erhöhungen: B. Barrett (7/8) Straftritte: B. Barrett (1/1) | (31:0) Bericht |           | QBE Stadium, Albany Zuschauer: 30.021 Schiedsrichter: Nigel Owens (Wales) |

| 16. September 2017 20:00 AEST | Australien | 45 : 20         | Argentinien                                                                                              | GIO Stadium Canberra, Canberra Zuschauer: 14.229 Schiedsrichter: John Lacey (Irland) |
| 16. September 2017 20:00 AEST | Versuche: Folau (2) 27. erh., 54. erh. Kepu 50. erh. Genia 72. erh. Phipps 76. erh. Uelese 80. erh. Erhöhungen: Foley (6/6) Straftritte: Foley (1/1) 6. | (10:13) Bericht | Versuche: Landajo 23. erh. Moroni 79. erh. Erhöhungen: Sánchez (2/2) Straftritte: Sánchez (2/3) 14., 36. | GIO Stadium Canberra, Canberra Zuschauer: 14.229 Schiedsrichter: John Lacey (Irland) |

### Fünfte Runde
| 30. September 2017 17:05 SAST | Südafrika | 27 : 27         | Australien | Toyota Stadium, Bloemfontein Zuschauer: 33.805 Schiedsrichter: Ben O’Keeffe (Neuseeland) |
| 30. September 2017 17:05 SAST | Versuche: Dreyer 17. erh. Serfontein 42. erh. Skosan 48. erh. Erhöhungen: Jantjies (3/3) Straftritte: Jantjies (2/3) 25., 69. | (10:13) Bericht | Versuche: Folau 10. erh. Koroibete (2) 45. erh., 55. erh. Erhöhungen: Foley (3/3) Straftritte: Foley (2/2) 22., 34. | Toyota Stadium, Bloemfontein Zuschauer: 33.805 Schiedsrichter: Ben O’Keeffe (Neuseeland) |

| 30. September 2017 19:30 AST | Argentinien                                                                           | 10 : 36        | Neuseeland | Estadio José Amalfitani, Buenos Aires Zuschauer: 30.140 Schiedsrichter: Jaco Peyper (Südafrika) |
| 30. September 2017 19:30 AST | Versuche: Leguizamón 52. erh. Erhöhungen: Sánchez (1/1) Straftritte: Sánchez (1/1) 4. | (3:29) Bericht | Versuche: Read (2) 6. n.erh., 26. erh. McKenzie 15. erh. Naholo 19. erh. Havili 80. erh. Erhöhungen: B. Barrett (4/5) Straftritte: B. Barrett (1/1) 3. | Estadio José Amalfitani, Buenos Aires Zuschauer: 30.140 Schiedsrichter: Jaco Peyper (Südafrika) |

### Sechste Runde
| 7. Oktober 2017 17:05 SAST | Südafrika | 24 : 25       | Neuseeland | DHL Newlands, Kapstadt Zuschauer: 47.342 Schiedsrichter: Jérôme Garcès (Frankreich) |
| 7. Oktober 2017 17:05 SAST | Versuche: Cronjé 44. erh. du Preez 63. erh. Marx 77. erh. Erhöhungen: Jantjies (2/2) Pollard (1/1) Straftritte: Jantjies (1/2) 9. | (3:8) Bericht | Versuche: Crotty 31. n.erh. Ioane 58. erh. McKenzie 68. erh. Erhöhungen: Sopoaga (2/2) Straftritte: B. Barrett (1/1) 11. Sopoaga (1/2) 75. | DHL Newlands, Kapstadt Zuschauer: 47.342 Schiedsrichter: Jérôme Garcès (Frankreich) |

| 7. Oktober 2017 19:30 AST | Argentinien                                                                                                 | 20 : 37         | Australien | Estadio Malvinas Argentinas, Mendoza Zuschauer: 30.256 Schiedsrichter: Mathieu Raynal (Frankreich) |
| 7. Oktober 2017 19:30 AST | Versuche: Alemanno 24. erh. González 56. erh. Erhöhungen: Sánchez (2/2) Straftritte: Sánchez (2/2) 30., 37. | (10:13) Bericht | Versuche: Koroibete 20. n.erh. Hodge (2) 34. n.erh., 77. erh. Foley 53. erh. Genia 61. erh. Erhöhungen: Foley (3/5) Straftritte: Foley (2/4) 15., 71. | Estadio Malvinas Argentinas, Mendoza Zuschauer: 30.256 Schiedsrichter: Mathieu Raynal (Frankreich) |

## Statistik

### Meiste erzielte Versuche
|    | Name                | Versuche | Land       |
| -- | ------------------- | -------- | ---------- |
| 1. | Israel Folau        | 5        | Australien |
| 1. | Rieko Ioane         | 5        | Neuseeland |
| 3. | Damian McKenzie     | 4        | Neuseeland |
| 4. | Beauden Barrett     | 3        | Neuseeland |
| 4. | Kurtley Beale       | 3        | Australien |
| 4. | Ryan Crotty         | 3        | Neuseeland |
| 4. | Will Genia          | 3        | Australien |
| 4. | Siya Kolisi         | 3        | Südafrika  |
| 4. | Marika Koroibete    | 3        | Australien |
| 4. | Nehe Milner-Skudder | 3        | Neuseeland |

### Meiste erzielte Punkte
|    | Name            | Punkte | Land        |
| -- | --------------- | ------ | ----------- |
| 1. | Bernard Foley   | 80     | Australien  |
| 2. | Beauden Barrett | 70     | Neuseeland  |
| 3. | Elton Jantjies  | 68     | Südafrika   |
| 4. | Nicolás Sánchez | 46     | Argentinien |
| 5. | Israel Folau    | 33     | Australien  |
| 5. | Rieko Ioane     | 33     | Neuseeland  |